# 7656 Joemontani
7656 Joemontani (1992 HX) là một tiểu hành tinh vành đai chính được phát hiện ngày 24 tháng 4 năm 1992 bởi Spacewatch ở Kitt Peak.